# École de météorologie de Bergen
Ne doit pas être confondu avec École de Bergen.
Située en Norvège dans la ville de Bergen, l'École de météorologie de Bergen était un groupe de travail qui fut à l'origine de la prévision météorologique moderne. Elle est également connue comme l'école norvégienne de météorologie. Prof. Wilhelm Bjerknes fonda cette école de pensée à même l’Institut géophysique de l'université de Bergen avec ses co-chercheurs en 1917. 
Ils ont tenté d'y définir le mouvement de l'atmosphère grâce aux équations de la mécanique des fluides et de la thermodynamique ce qui donna les équations primitives atmosphériques dont certaines sont d'ailleurs tirées de travaux antérieurs de Bjerknes. 

## Théorie et notoriété
Cette « école norvégienne » a laissé à jamais son empreinte sur le travail quotidien des prévisionnistes en élaborant une théorie des fronts météorologiques directement applicable, dans les zones tempérées, à l'analyse et à la prévision des perturbations atmosphériques à l'échelle synoptique. Leur théorie, fondée sur la division de l'atmosphère en masses d'air plus ou moins homogènes mais de température différentes, sera adoptée par la plupart de météorologues dès le milieu des années 1930. 
Ces masses sont séparées par des zones de changement rapide de température appelée fronts le long desquels se développent les dépressions extratropicales. Les résultats des mesures en altitude dont pouvaient alors disposer les météorologistes de Bergen étaient trop épars pour confirmer ou infirmer l'idée sur laquelle s'appuyait cette théorie : ces différences thermodynamiques génèrent les instabilités qui mènent à la cyclogénèse.  
Certaines objections provenant de l'interprétation physique comme des mesures réalisées en aérologie ont fait évoluer depuis lors cette représentation « norvégienne » des perturbations, fondée sur l'existence de surfaces de discontinuité thermique en altitude et sur l'ascendance de l'air chaud sous la seule poussée de l'air froid. Les équations primitives atmosphériques ont montré que l'air, un fluide en rotation, est parcouru des zones de mouvements horizontaux et verticaux et que les fronts ne sont que des points de convergence pour ceux-ci et non leur cause. Le rôle spécifique joué par les courants-jets dans la genèse de ces perturbations au-dessus des zones de front est crucial parce qu'ils entraînent d'importants cisaillements verticaux du vent près de la surface terrestre et au niveau de la tropopause.